# 丘民仰
丘民仰（？—1642年），字长白，號振白，陕西渭南縣（今陕西渭南市）人，明朝末年政治人物，松锦大战时身死国难。

## 生平
万历时参加乡试中举，以教谕迁顺天府東安縣（今廊坊市）知县，革除旧时的弊端十二件事。调往事务繁重的保定府新城縣（今高碑店市）。
崇祯二年(1629年)，县城遭到敌兵进攻，丘民仰早晚登上城楼防守。入京勤王抵御后金的军队都从他这个地方出发，丘民仰调度有方，人民没有感到被骚扰。提升为御史，被称为敢于讲话。当时各地多盗贼，镇将巡抚都怯懦不敢出战，酿成大乱。吴桥发生兵变，多城被攻陷，巡抚余大成、孙元化都主张招抚。农民军骚扰山西，巡抚宋统殷下令，杀死贼寇的抵掉死罪。丘民仰先后上疏议论他们的错误，此後情勢發展正如其所言。遭逢妻子过世，请假回家。出任河间府知府，升天津副使，调往大同，在汝宁监察军队，升永平右参政，调去督察宁前的军事防备。丘民仰善于处理繁重的事物，所以调任的都是重要的地方。
崇祯十三年（1640年）三月提升为右佥都御史，代替方一藻巡抚辽东，考察巡视关外的八座城，驻守在宁远。崇祯十四年（1641年）春，锦州被围困，填塞壕沟毁坏工事，声援断绝。有人传达锦州部队统帅祖大寿的话：“以车辆组成阵营逼近敌人，不要轻率交战。”总督洪承畴集结部队，丘民仰转运粮饷，军队驻扎宁远观望态势，不敢冒进。朝廷官员日日催促洪承畴进兵，崇祯亦诏令洪承畴“刻期进兵”，洪承畴不得已于崇祯十四年（1641年）七月二十六日誓师，率八总兵、十三万人出战。后战局不利，明军退守松山。崇祯十五年（1642年）二月十八日松山城陷，丘民仰同王廷臣、曹变蛟就地处决。赠右副都御史。